# Limonium multiforme
Limonium multiforme är en triftväxtart som först beskrevs av Ugolino Martelli, och fick sitt nu gällande namn av Sandro Alessandro Pignatti. Limonium multiforme ingår i släktet rispar, och familjen triftväxter. Inga underarter finns listade i Catalogue of Life.